# Warum Männer nicht zuhören und Frauen schlecht einparken (Film)
Warum Männer nicht zuhören und Frauen schlecht einparken ist ein deutscher Spielfilm aus dem Jahr 2007. Der Filmkomödie von Leander Haußmann liegt das gleichnamige Buch von Allan und Barbara Pease zugrunde.

## Handlung
Der erfolgreiche Anwalt und Frauenschwarm Jan muss eines Abends durch ein Fenster seiner teuer eingerichteten Wohnung ansehen, wie unten ein einparkendes Fahrzeug sein rotes Cabrio schrammt. Zur Stelle, lernt er die Fahrerin kennen, die ebenso erfolgreiche Verlagsmitarbeiterin Katrin. Trotz anfänglicher gegenseitiger Vorwürfe werden die beiden bald ein Paar. Mit ihnen sowie mit Jans Bruder Rüdiger und seiner schwangeren Freundin Melanie werden in der Folge verschiedene Thesen über das Verhalten von Männern und Frauen durchgespielt.
Herausforderungen für die Beziehung ergeben sich in unterschiedlichen Kommunikationsstilen, im Denken und Fühlen und durch das Auftreten alternativer Sexualpartner. Jan stellt triebgesteuert die schmollmundige Blondine Angie als Sekretärin ein; Katrin zeigt sich vom Weltenabenteurer Jonathan Armbruster beeindruckt. Jans Beinahe-Seitensprung mit der Sekretärin wird durch das Aufkreuzen ihres eifersüchtigen Ex Sven verhindert. Doch sein Geständnis gegenüber Katrin hat zur Folge, dass sie sich mit Armbruster einlässt. Jans Versuche, Katrins Zuneigung wiederzugewinnen, scheitern zunächst. Doch zuletzt entscheidet sich Katrin für ihn.

## Konzept
Stilistisch ist der Film eine Mischung aus klassischen Screwball-Komödien, den Oswalt-Kolle-Aufklärungsfilmen der 1960er Jahre, Grzimek und dem Schulmädchen-Report. Visuell ist die „bonbonbunte Sauberkeit“ der 1950er Jahre aufgefallen. Ausgangspunkt für die Drehbuchentwicklung waren die Thesen des Ehepaars Allan und Barbara Pease, deren gleichnamiges Sachbuch sich auch in der deutschen Ausgabe sehr gut verkauft hat. Demnach seien die heutigen Verhaltensweisen von Männern und Frauen auf genetisch vererbte, triebgesteuerte Handlungsmuster zurückzuführen, die sich in der Steinzeit ausgeprägt haben, als Menschen in Höhlen lebten und sich von Wildtierjagd und Futtersammeln ernährten. Haußmann leitet jede neue Filmsequenz mit einer weiteren These ein, die er im „Onkelton“ über das zu einem Dia eingefrorene Bild spricht.

## Soundtrack
Der Soundtrack wurde von James Last komponiert, der Titelsong „Der kleine Unterschied“ gesungen von Chanson-Sängerin Annett Louisan. Francesco Wilking von der Band Tele singt „Mi Lascerai“ sowie „Unsere Melodie (Jan & Katrin)“.

## Resonanz

### Kritiken
Bei der Kritik kam der Film sehr unterschiedlich an. Die negativen Rezensionen lehnten vor allem die zugrundeliegenden Thesen des Ehepaars Pease ab. Diese seien geeignet, das Publikum dazu anzuleiten, sich von eigener Verantwortung entlastet zu fühlen. Haußmann zeige bei seinen Filmen eine Vorliebe für Menschen in Unfreiheit (NVA, Sonnenallee). Die gezeichneten Persönlichkeiten seien flach: „Nicht wir handeln, sondern der Primat in uns – diese Behauptung stimmt natürlich, wenn kein Charakter da ist, der dem Primaten etwas entgegensetzen könnte.“ Der Stil schwanke zwischen pubertär und vulgär, „wenn man lacht, dann aus Verlegenheit.“
Der Regisseur Leander Haußmann äußert sich dazu, der Film beantworte Fragen nur scheinbar, er sei ironisch gemeint: „Insofern ist der Buchtitel in seiner Behauptung ein scheinbarer Rückschritt, scheinbar reaktionär. Aber auf einer kleinen Ebene politisch inkorrekt zu sein, das hat mir halt Spaß gemacht.“ Mehrere Rezensionen erkennen in dieser leichten Ironie lediglich eine Absicherung gegen allfällige Vorwürfe. „Indem er Szenen und Figuren halbherzig überzeichnet, hat er im Zweifelsfall immer eine Ausrede: Ist doch alles gar nicht so gemeint.“ Vorgeworfen wird Haußmann auch, einzelne Pointen ohne Dramaturgie und ohne durchgehaltene Spannung aneinandergereiht zu haben. Ferner werden das Aussehen der Kulissen in den Steinzeit-Szenen als unglaubwürdig und künstlich eingeschätzt.
Unter den grundsätzlich positiv geneigten Kritikern äußern manche einen Vorbehalt gegen die verhaltenstheoretischen Grundannahmen und sehen hier die Schwachstelle eines ansonsten amüsanten Films, während andere die Pease-Thesen zutreffend finden. Gelobt werden vor allem die Darstellerleistungen. Die stets unterschätzte Jessica Schwarz setze der Überdrehtheit der Inszenierung ihre Natürlichkeit entgegen.

### Rezeption
Die Constantin brachte den Film mit knapp 400 Kopien zur besucherstarken, aber auch umkämpften Vorweihnachtszeit in die Kinos. Premiere war am 27. November 2007 im Berliner Cinemaxx am Potsdamer Platz.
Bereits Anfang Januar 2008 hatte die Produktion eine Million Zuschauer erreicht. Trotz der guten Aufnahme beim Publikum wurde sie nicht für den deutschen Filmpreis nominiert, was Leander Haußmann zu der Drohung veranlasste, aus der preisvergebenden Deutschen Filmakademie auszutreten.

### Gespräche mit Haußmann
- Frankfurter Rundschau, 28. November 2007, S. 21: „Ich wurde drei Jahre beschattet“ (ein Teil des Gesprächs betrifft den Film)
- General-Anzeiger (Bonn), 10. Januar 2008, S. 28: „Keiner spielt den Drecksack so gut“

### Kritikenspiegel
Eher positiv
- Frankfurter Rundschau, 29. November 2007 (trotz Klischees und abgenutzter Situationskomik wie in 1990er-Beziehungskomödien auf nicht allzu hohem Niveau gut unterhaltend)
- Der Spiegel, 26. November 2007 („kein immer ganz großartiger, sondern ein rundherum prima Film“ – öde Thesen, gute Besetzung)
- Die Welt, 29. November 2007 („eine Leistung“ mit stimmigen Details, hervorragende Darsteller, aber zuviel 1990er-Beziehungskomödie, Klimbim und schwaches Ende)

Gemischt
- Cinema, Nr. 12, Dezember 2007, S. 62 (Episoden für sich allein wären ein Renner, aber der Spannungsbogen fehlt)

Eher negativ
- Frankfurter Allgemeine Zeitung, 30. November 2007 (Lob für Ochsenknecht und die Musik – übergreifende Handlung fehlt, unentschieden zwischen zuvielen Stilvorbildern, Dialoge schwach)

Negativ
- film-dienst, Nr. 25, 2007 (tiefes Niveau ohne Spannung und ohne echte Figuren)
- Stuttgarter Zeitung, 29. November 2007 (Dialoge und Kamera schwach, Geschichte und Figuren platt)
- taz, 27. Januar 2008 (Film missraten und Thesen lächerlich)